# Рівненська агломерація
Рівненська агломерація — агломерація з центром у місті Рівне.
Розташована у центральній частині Волині. Головні чинники створення та існування агломерації: перетин транспортних потоків поміж Балтійським і Чорним морями, а також Західною Європою та Азією.
 Рівненський аеропорт.
Складається з:
- Міст: Рівне, Здолбунів, Дубно, Костопіль.
- Селищ: Гоща, Мізоч, Квасилів, Смига.
- Районів: Рівненський район, Здолбунівський район, Дубенський район, Гощанський район, Костопільський район.

Приблизна статистика (2001):
- Чисельність населення — 583,3 тис. осіб.
- Площа — 5 305 км².
- Густота населення — 110 осіб/км².

У центрі агломерації відбулося фактичне злиття міст Рівне, Квасилів та Здолбунів із передмістями з утворенням т. зв.(«Великого Рівного»).